# 1966 NBA Expansion Draft
Rozszerzający draft odbył się 30 czerwca 1966 r., z okazji przyjęcia do ligi NBA nowego klubu - Chicago Bulls. Klub wybrał z pozostałych drużyn w sumie 18 zawodników.
| Zawodnik       | Pozycja | Narodowość        | Poprzednia drużyna     |
| -------------- | ------- | ----------------- | ---------------------- |
| John Barnhill  | SG / PG | Stany Zjednoczone | Detroit Pistons        |
| Al Bianchi     | SG      | Stany Zjednoczone | Philadelphia 76ers     |
| Ron Bonham     | SF      | Stany Zjednoczone | Boston Celtics         |
| Bob Boozer     | PF      | Stany Zjednoczone | Los Angeles Lakers     |
| Nate Bowman    | C       | Stany Zjednoczone | Cincinnati Royals      |
| Len Chappell   | F-C     | Stany Zjednoczone | New York Knicks        |
| Barry Clemens  | PF      | Stany Zjednoczone | New York Knicks        |
| Keith Erickson | G-F     | Stany Zjednoczone | San Francisco Warriors |
| Johnny Kerr    | F-C     | Stany Zjednoczone | Baltimore Bullets      |
| Jim King       | PG      | Stany Zjednoczone | Los Angeles Lakers     |
| Don Kojis      | SF      | Stany Zjednoczone | Detroit Pistons        |
| McCoy McLemore | F-C     | Stany Zjednoczone | San Francisco Warriors |
| Jeff Mullins   | G-F     | Stany Zjednoczone | St. Louis Hawks        |
| Jerry Sloan    | G-F     | Stany Zjednoczone | Baltimore Bullets      |
| Tom Thacker    | G-F     | Stany Zjednoczone | Cincinnati Royals      |
| John Thompson  | PF      | Stany Zjednoczone | Boston Celtics         |
| Gerry Ward     | SG      | Stany Zjednoczone | Philadelphia 76ers     |
| Jim Washington | F-C     | Stany Zjednoczone | St. Louis Hawks        |